# Víktor Kolyvaguin
Víktor Aleksándrovich Kolyvaguin (del ruso: Виктор Александрович Колывагин) es un matemático rusoestadounidense. Ha escrito una serie de trabajos sobre sistemas de Euler, los cuales fueron estudiados por Andrew Wiles y utilizados en su demostración de la hipótesis, "las curvas elípticas semiestables son formas modulares", que condujo a avances relevantes con relación a la resolución de la conjetura de Birch y Swinnerton-Dyer, y la conjetura de Iwasawa para campos ciclotómicos. 
Kolyvaguin recibió su Ph.D. en matemáticas en 1981 de la Universidad de Moscú, donde su tutor fue Yuri I. Manin. Luego trabajó en el Steklov Institute of Mathematics en Moscú hasta 1994. En 1990 recibió el Premio Chebyshev de la Academia de Ciencias de la URSS. 
Desde 1994 se desempeña como profesor de matemáticas y ocupa el sillón Mina Rees  en matemáticas en el Centro de Graduados de la Facultad en la Universidad de la ciudad de Nueva York. 